# مارکوس گروبل
مارکوس گروبل (انگلیسی: Markus Grübl؛ زادهٔ ۳۱ اوت ۱۹۸۹) بازیکن فوتبال اهل آلمان است.